# Hệ thống bảo vệ tàu tự động

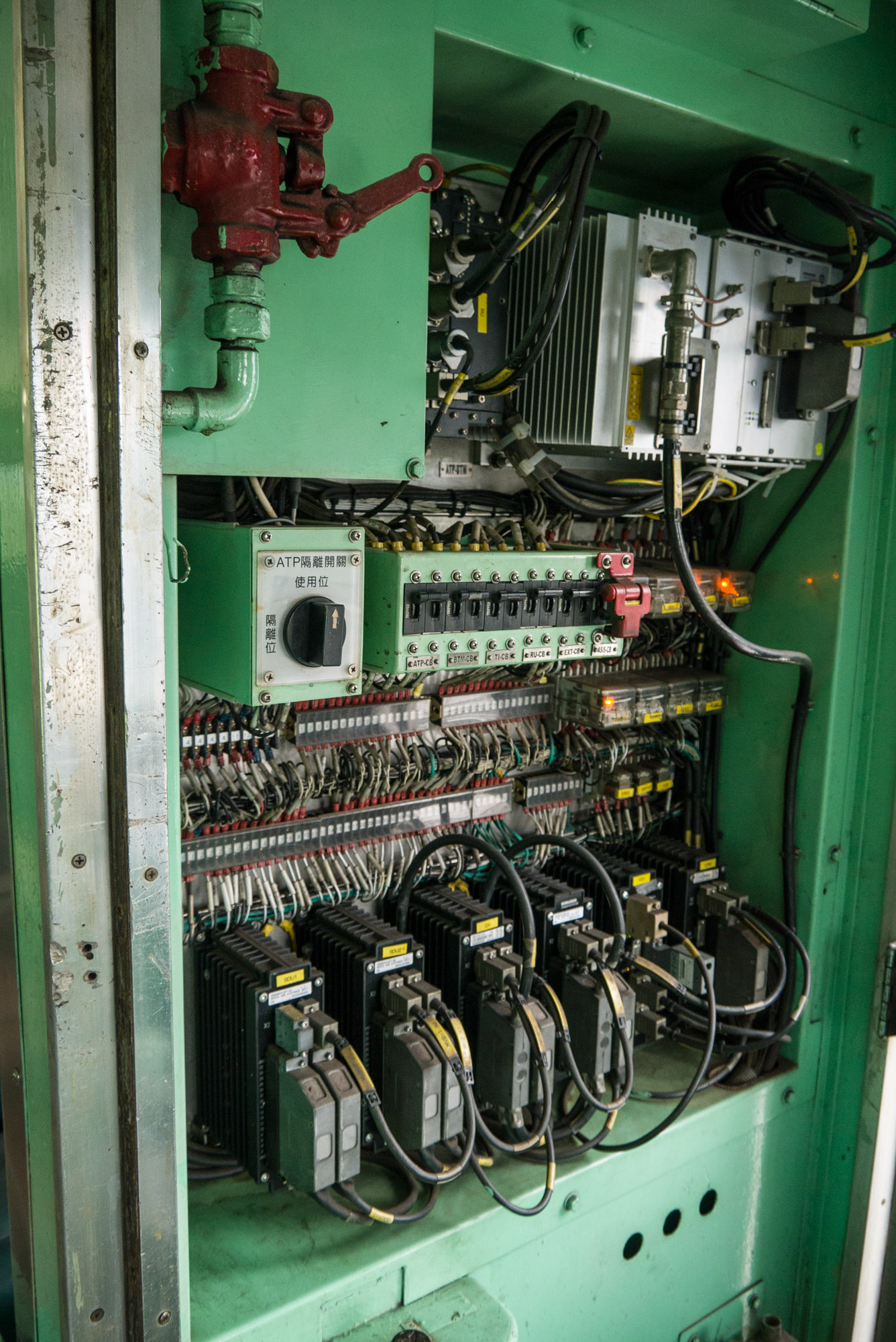
Bảng điều khiển ATP bên trong đầu máy DR2700 series Đài Loan

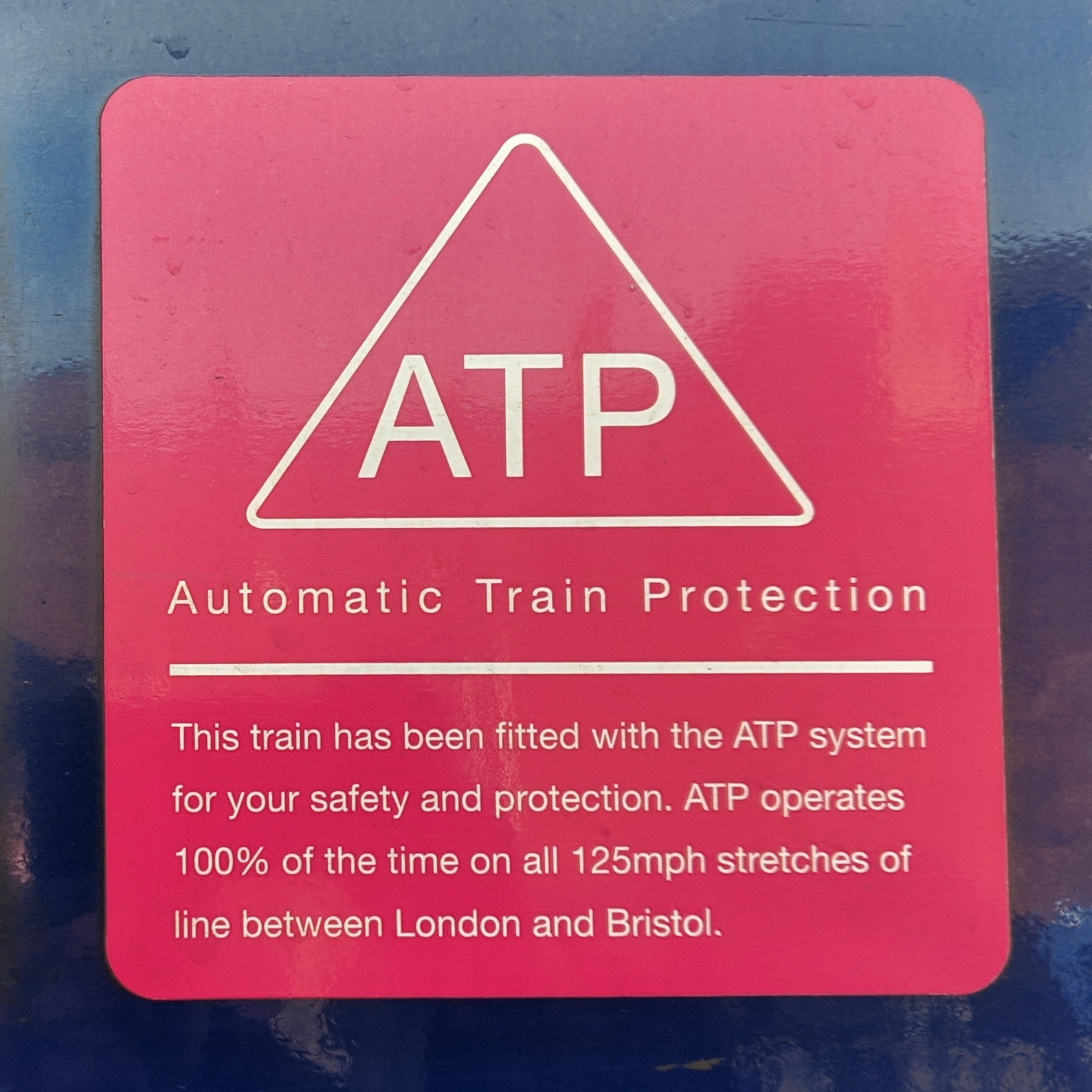
Biển báo Hệ thống bảo vệ tàu tự động tại First Great Western InterCity 125

Hệ thống bảo vệ tàu tự động (tiếng Anh: Automatic train protection viết tắt là ATP) là một loại hệ thống bảo vệ tàu thường xuyên liên tục kiểm tra tốc độ tàu để nó tương thích với tốc độ cho phép bằng tín hiệu, bao gồm việc dừng tự động tại một số tín hiệu nhất định. Nếu không, ATP sẽ kích hoạt phanh khẩn cấp để dừng tàu.